# Герицій їжаковий
Герицій їжаковий (Hericium erinaceus) або лев'яча грива (Lion's Mane) — вид грибів родини Герицієві.

## Назва
В англійській мові має назви «левова грива» (англ. lion's mane), «голова мавпи» (англ. monkey head), «бородатий зуб» (англ. bearded tooth), «борода сатира» (англ. satyr's beard), «бородатий їжак» (англ. bearded hedgehog), «пом пом гриб» (англ. pom pom mushroom).

## Опис

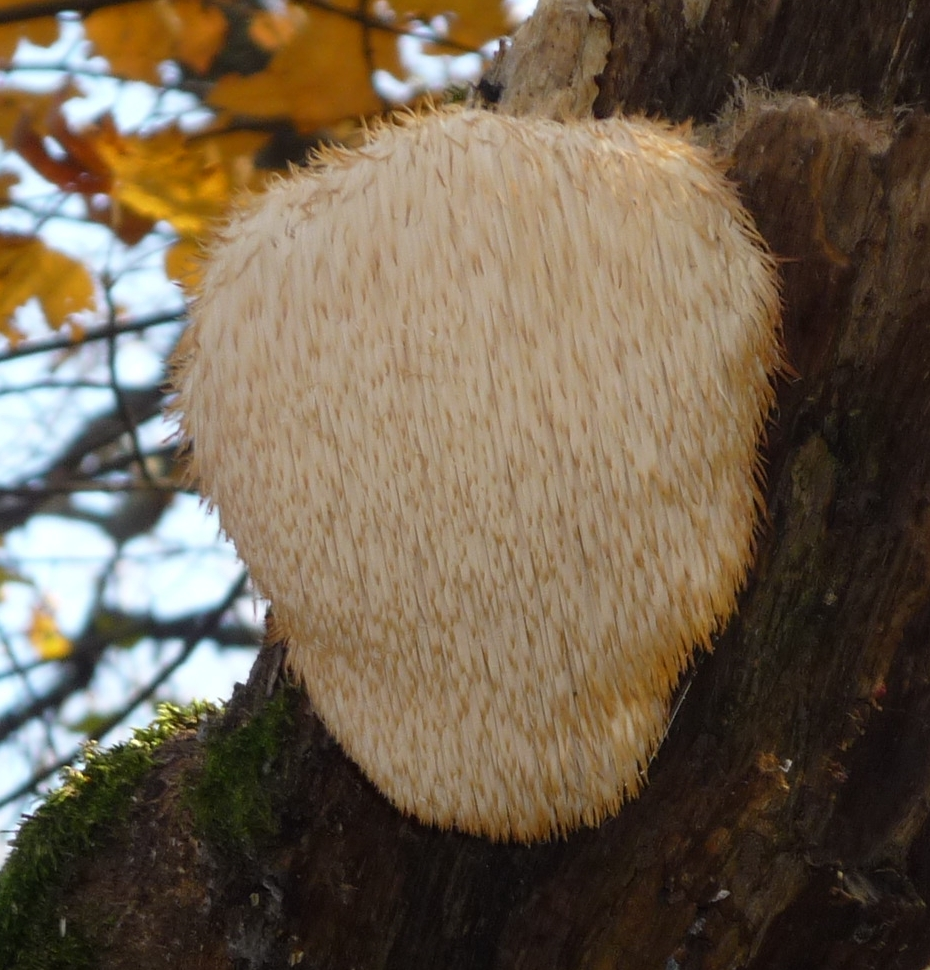
Герицій їжаковий, околиці Старого Криму.

Плодове тіло розміром до 20 см та вагою до 1,5 кг, округлої або неправильної форми, від білого до бежевого кольору. Гіменофор характерний — шипуватий, має вигляд тонких довгих гілочок, які звисають донизу, що робить гриб схожим на їжачка. М'якуш білуватий, м'ясистий. При висиханні жовтіє. Відбиток спор білий.

## Екологія та поширення
Місця проживання: на стовбурах ще живих або полеглих листяних дерев (дуба, буку, горіха, клена, платана), найчастіше в місцях розлому кори або відламаного сучка.
Зростає в Америці, Європі та Азії. В Україні зустрічається в Карпатах та в Криму, на Поліссі та в Лісостепу.
Сезон: з початку серпня до жовтня.
Вирощується штучно у закритих приміщеннях, для цього використовуються тирси або солом'яні субстрати.

## Харчова цінність та медичне застосування
Їстівний гриб, що вирощується у промислових масштабах. Цінується кухарями, оскільки за смаковими якостями нагадує м'ясо креветок. Використовується як у харчовій промисловості, так і в медицині (як стимулятор імунітету).
В Китаї гриб вживають в їжу і він називається «мавпяча голова».
У народній медицині використовується для лікування хронічного гастриту, раку стравоходу, шлунка, лейкемії. У східній медицині застосовується як імуностимулятор, стимулятор росту та регенерації відростків нервових клітин, антисептик. У деяких випадках використовується для лікування атрофічного гастриту. Еринацин, складова частина екстракту цього гриба, завдяки віддаленій хімічній спорідненості з молекулою псилоцибіну може надавати збуджувальний і трофічний вплив на нервову систему. Існує ряд публікацій, де в експерименті доведено його здатність стимулювати рівень катехоламінів та фактора росту нейронів (NGF).
Доведено, що герицій їжаковий здатен зменшувати депресію та тривогу. До того ж герицій їжаковий може бути дешевшим і краще переношуваним альтернативним засобом лікування з меншою кількістю побічних ефектів, аніж звичайні антидепресанти.
У ряді клінічних досліджень, особливо азійських авторів, вивчається вплив еринацину гериція їжакового на спраутинг нейронів, відновлення зв'язків між клітинами головного мозку після інсульту або черепно-мозкової травми та відновлення когнітивної функції. Існують дані про зменшення рухового неврологічного дефіциту, покращення самообслуговування та соціальну адаптацію після перенесеного інсульту, які потребують подальшого клінічного вивчення.
Досліди на мишах засвідчили, що герицій їжаковий може бути дієвим засобом для того, щоб запобігати негативним наслідкам черепно-мозкової травми.
Плодові тіла гериція їжакового містять у своєму складі білки, ненасичені жирні кислоти, полісахариди, ліпополісахариди, глікопротеїни, лектини, феноли, полікетиди, терпени, пренілові ароматичні компоненти, вітаміни В1 і В2, нікотинову кислоту, ергостерин (провітамін D2), 16 видів амінокислот (з них сім незамінних) та різноманітні мікроелементи. В його ефірній олії було виявлено 77 ароматичних і смакових сполук, включаючи пальмітінову кислоту (26 % від загального складу олії), лінолеву кислоту (13 %), фенілацетальдегід (9 %) і бензальдегід (3 %), а також інші олії, такі як 2-метил-3-фурантіол, 2-етилпіразин і 2,6-діетилпіразин. Окремо слід підкреслити, що відомі активні інгредієнти, виділені з міцелію гериція їжакового — гериценони та еринацини є стимуляторами росту і регенерації відростків нервових клітин, тому вони можуть слугувати основою для розробки нових лікарських препаратів проти когнітивних порушень, хвороби Паркінсона, хвороби Альцгеймера та інших захворювань нервової системи.

## Вирощування

### Вимоги до субстрату
Як сапрофіт, який росте на мертвій деревині, герицій їжаковий вимагає відповідних умов щодо субстрату, включаючи підхожі джерела вуглецю та азоту, певне значення pH та ідеальне співвідношення вуглець/азот.
Для вирощування цього гриба успішно використовується багато різних субстратів. Залежно від типу вирощування субстрат може бути твердим (штучна колода) або рідким (занурена культура та глибоко занурена культура).
Твердий субстрат найчастіше являє собою суміш деревної тирси листяних або хвойних порід, що містить різні добавки, які можуть включати пшеничні висівки, пшеничну солому, соєве борошно, кукурудзяне борошно, рисові висівки та рисову солому. Наприклад, штами гериція їжакового ростуть на субстраті з букової тирси, збагаченому пшеничними висівками (20 %), зерном жита (25 %), соєвим шротом (7 %), ріпаковим шротом (10 %) або м'ясо-кістковим борошном (6 %).).
Прикладом складу рідкого субстрату може бути глюкоза як джерело вуглецю, соєвий порошок, кукурудзяний порошок і порошок пшеничних висівок як комплексне джерело азоту. Значення pH, найбільш придатні для сприятливого росту гериція їжакового, виявилися в діапазоні 5,0 — 9,0, з оптимальним pH 6,0.

### Кліматичні вимоги
Герицій їжаковий вимагає для свого росту вологе середовище: від 85 до 90 % відносної вологості повітря. Виявлено, що температура інкубації, яка найбільше підходить для росту міцелію гериція їжакового, становить 25 °C, а оптимальна температура для вегетативного росту 26 °C. Герицій їжаковий не здатен рости з водним потенціалом нижче -5 МПа.

### Техніка вирощування
Вперше про штучне вирощування гериція їжакового було повідомлено в Китаї в 1988 році.  Його вирощують на штучних колодах, на пляшках, у поліпропіленових мішках. Однак цей тип штучного вирощування не підходить для промислового виробництва через низьку врожайність і довгі цикли вирощування.
Занурена культура — це тип штучного культивування гериція їжакового, при якому гриб вирощують у рідкому середовищі. За допомогою цього методу можна швидко отримати велику кількість міцелію. Біологічно активні сполуки можуть бути отримані з плодових тіл, біомаси міцелію, культивованої під водою, або бульйону, культивованого в рідині. Виробники оптимізують склад культурального середовища, щоб одночасно отримати високі врожаї біомаси міцелію гериція їжакового, екзополісахаридів і полісахаридів. Занурене бродіння є кращим для виробництва біомаси міцелію та біологічно активних метаболітів з метою отримання більш однорідної біомаси та продуктів екстракту.
Було виявлено, що регулятори росту, такі як 2,4-дихлорфеноксіоцтова кислота та гіберелін, сприятливо впливають на проростання спор. Інші технології, такі як червоне та зелене лазерне світло низької інтенсивності, стимулювали проростання спор, а також вегетативний ріст міцелію. Аргоновий і гелієвий лазери також сприяли прискоренню розвитку плодового тіла на 36–51 %.

### Дикі сорти
Дикі види гериція їжакового можна виділити та культивувати, попередньо зібравши плодові тіла з повалених дерев у природному середовищі існування. Потім плодові тіла можна відкрити, щоб отримати шматочки внутрішньої тканини, що виробляє спори. Потім цю тканину поміщають на чашки Петрі з агаром для культивування колоній грибів при 25 °C. Після кількох переміщень у нові чашки Петрі для перевірки чистоти штаму його можна заморозити при -80 °C для тривалого зберігання.

## Галерея

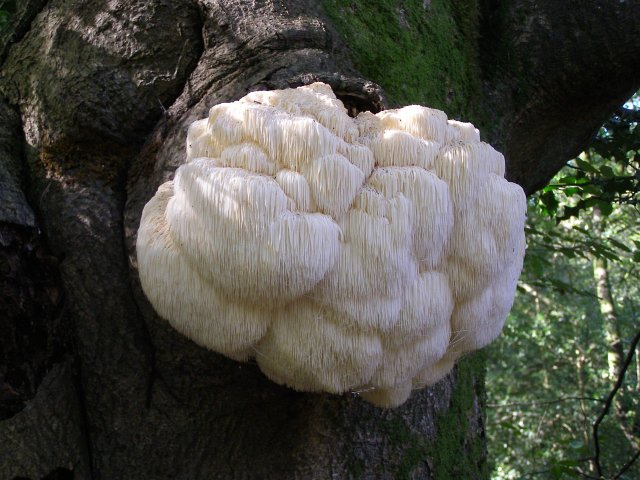
Плодове тіло на дереві
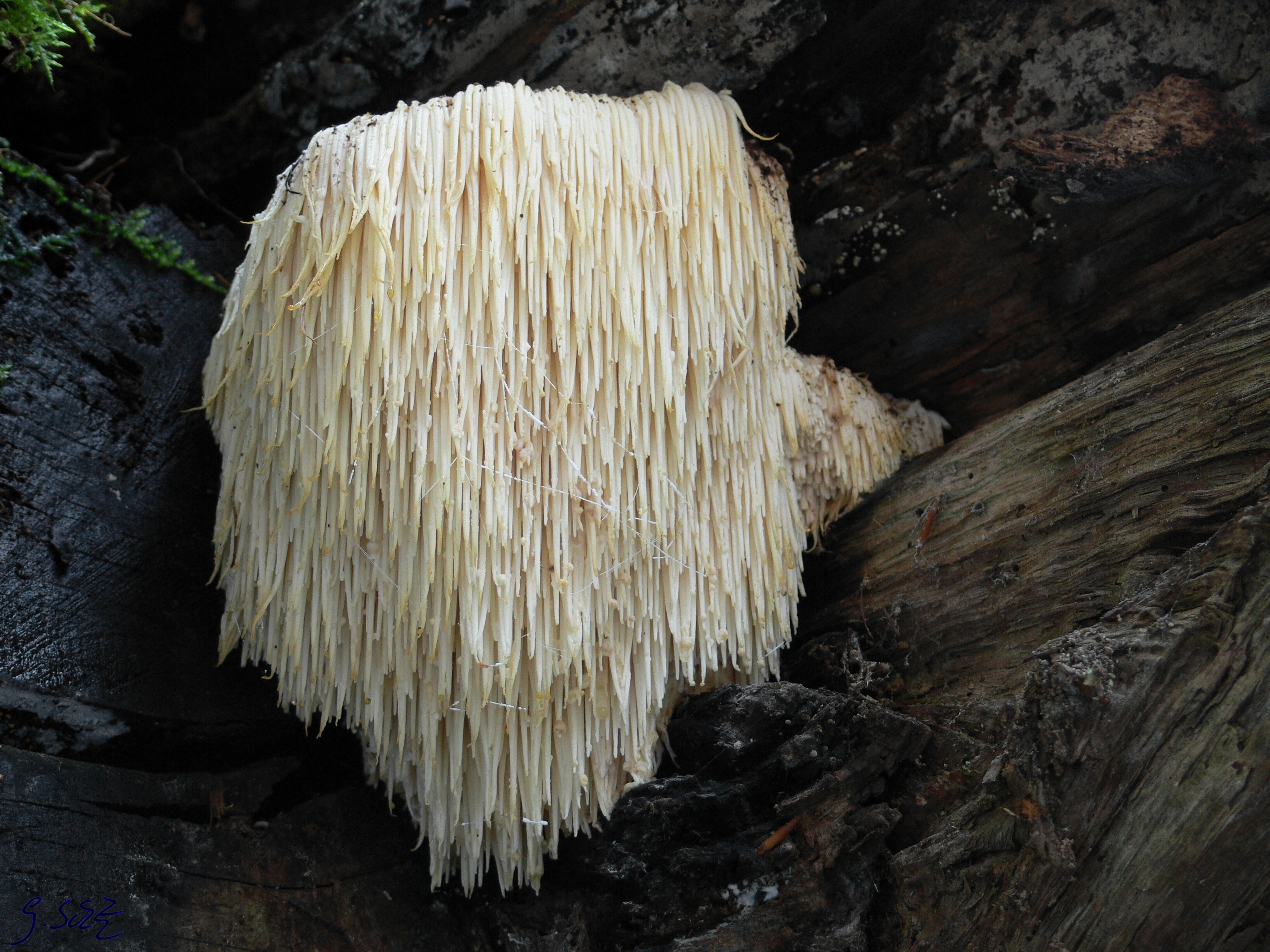
Дорослий гриб зі спорами на стовбурі червоного бука
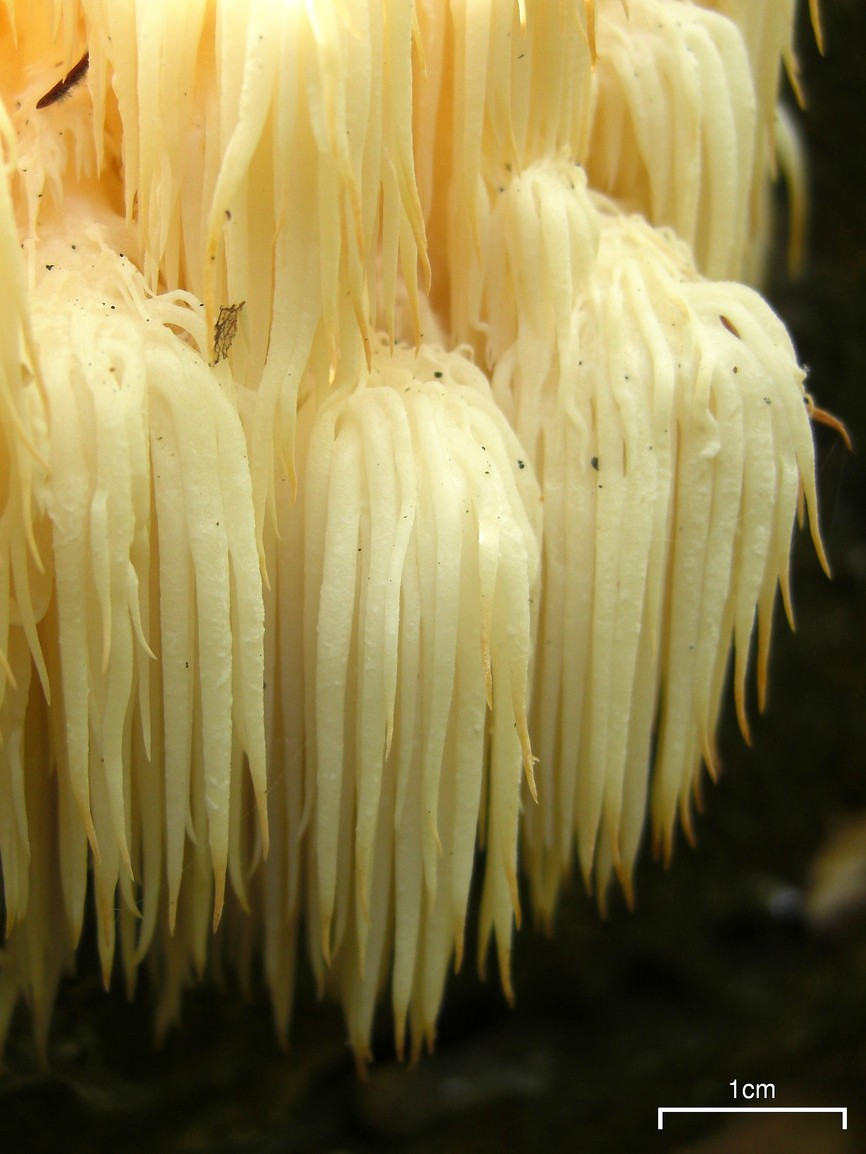
Гілки гриба
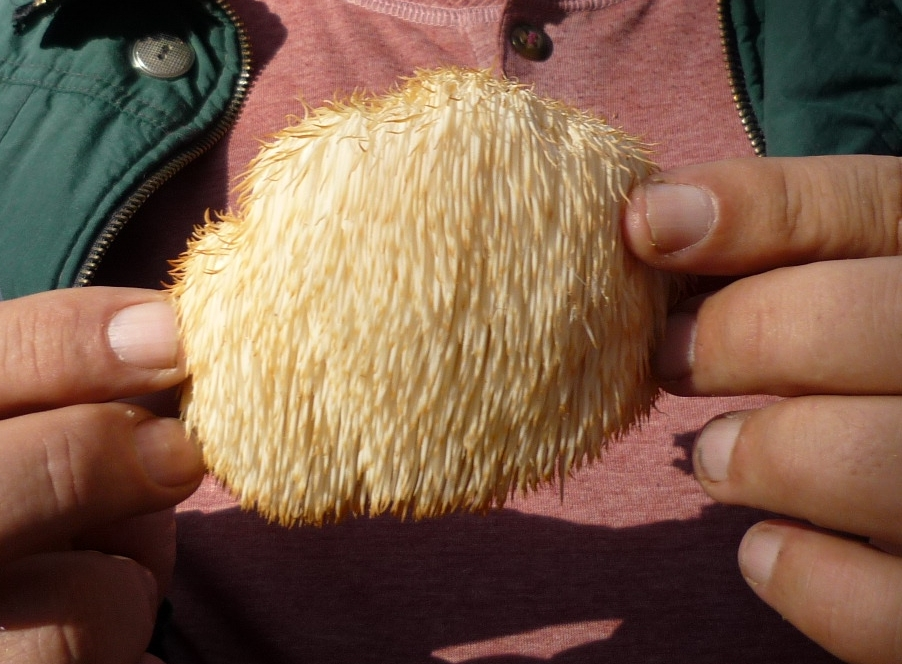
Гриб, знайдений на околицях м. Старий Крим.
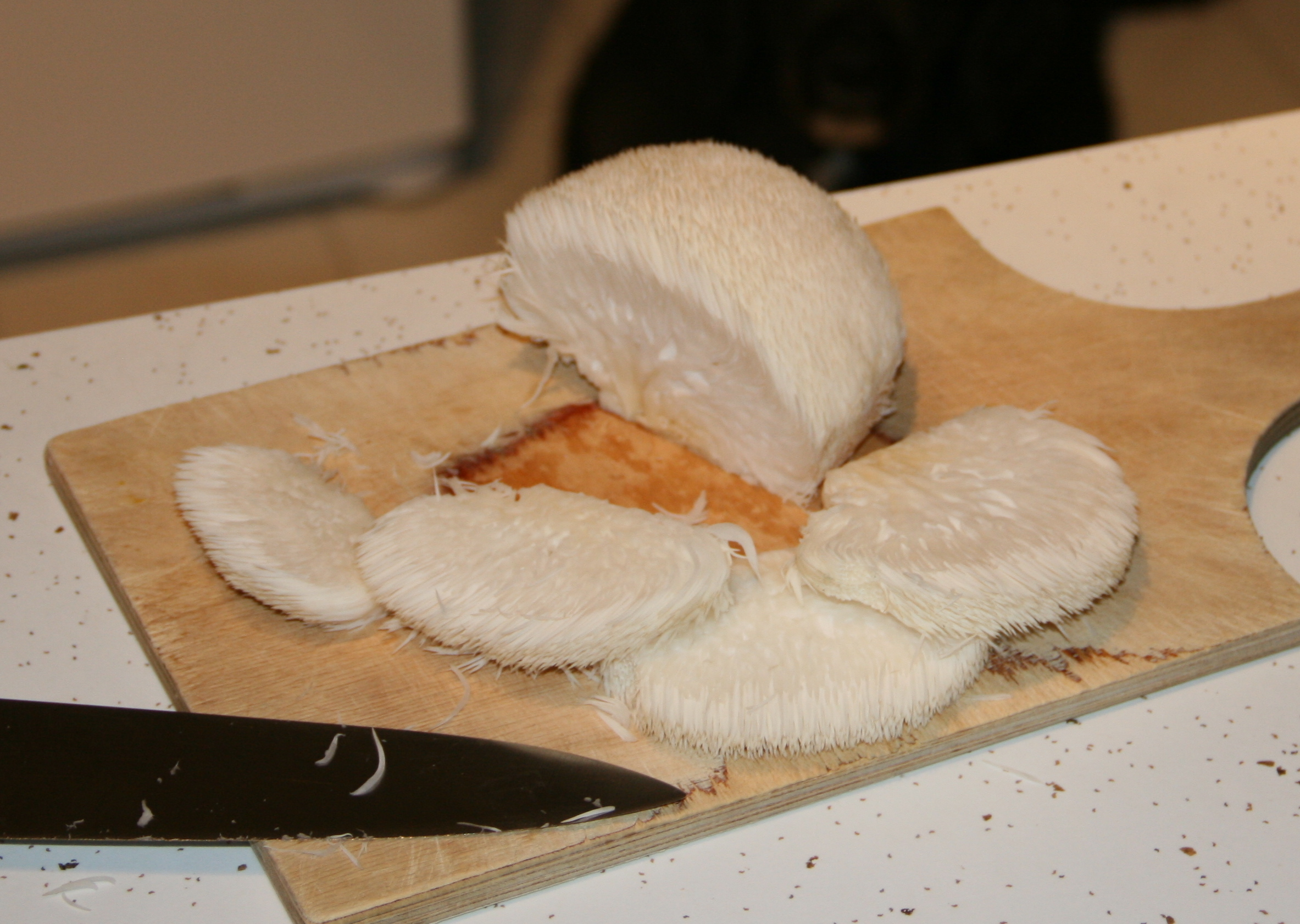
Гриб у процесі приготування